# Polizei (Russland)
Die Polizei (russisch полиция polizija) in Russland ist föderal organisiert und untersteht dem russischen Innenministerium. Die russische Polizei wurde 2011 gegründet und löste die Miliz als Polizeiorganisation ab. Ihre Gesetzesgrundlage ist das Polizeigesetz (Федеральный закон „О полиции“) vom 7. Februar 2011.

## Geschichte

### Polizei im Russischen Reich

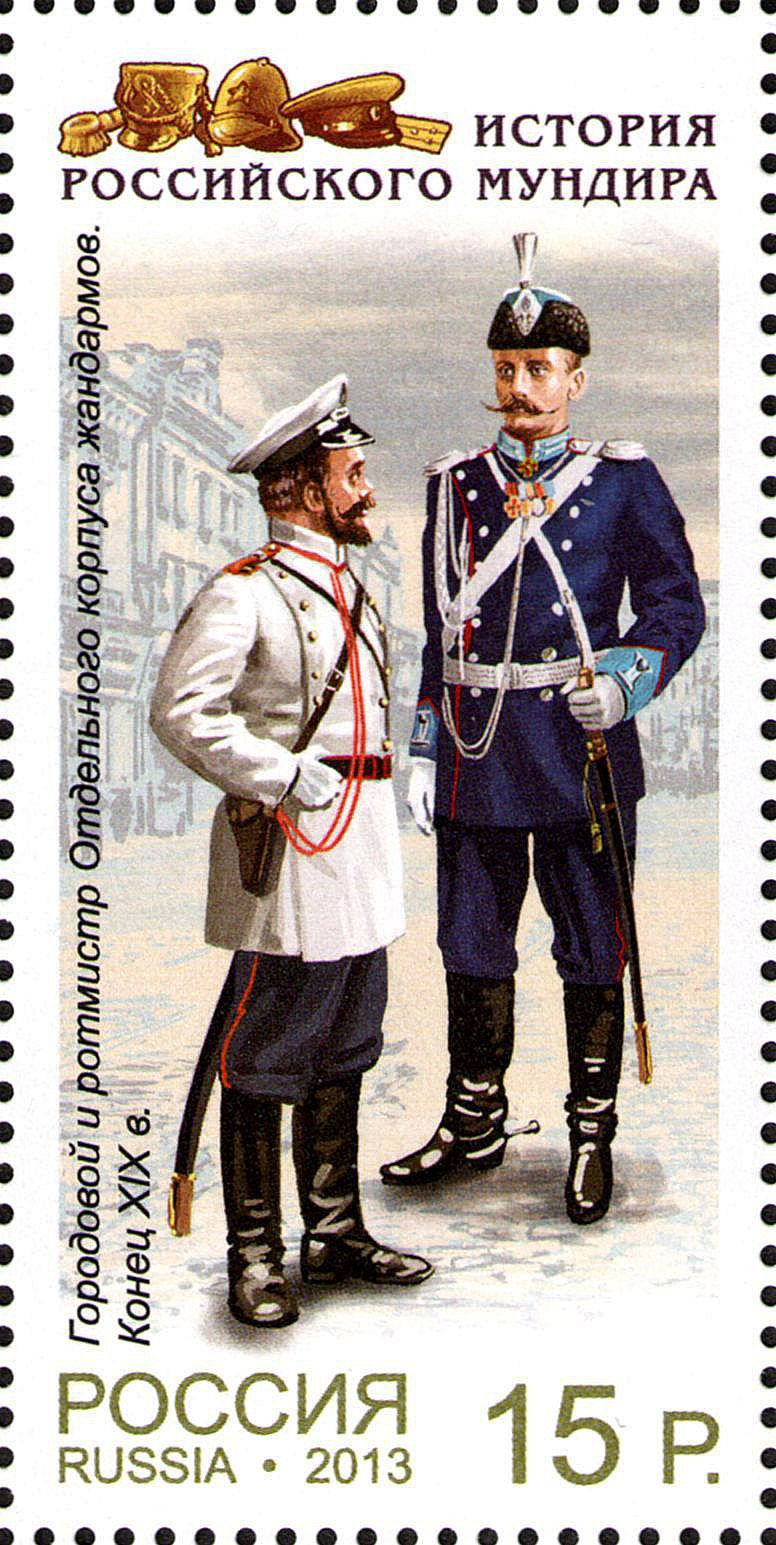
Uniform des Stadtpolizisten und Kapitäns des Separaten Gendarmenkorps Ende des 19. Jahrhunderts
(Briefmarke, Russland 2013)

1715 gründete Peter I. die Hauptpolizei in St. Petersburg. In den Städten an Straßenkreuzungen und an den wichtigsten Verwaltungsinstitutionen gab es Wachposten, die das Dekanat und die Reinheit auf den Straßen der Stadt beobachteten. Am 27. Maijul. / 7. Juni 1718greg. wurde Generaladjutant Anton Devier zum Generalpolizeipräsidenten ernannt.
Am 19. Januarjul. / 30. Januar 1722greg. wurde in Moskau die Position des Polizeichefs eingerichtet, die die höchste Polizeiposition in Moskau darstellte und der V-Klasse der Rangliste entsprach. Der Polizeichef wurde zum Kaiser aus militärischen oder zivilen Reihen ernannt. In den Jahren 1729–1731 und 1762–1764 wurde der Chef der Moskauer Polizei als Generalpolizeipräsident bezeichnet.
Am 12. Apriljul. / 23. April 1733greg. unterzeichnete Kaiserin Anna ein Dekret „Über die Einrichtung der Polizei in Städten“. Die Polizei erhielt richterliche Befugnisse und hatte die Möglichkeit, in Strafsachen Strafen zu verhängen.
1775 (nach der „Institution zur Verwaltung der Provinzen des Allrussischen Reiches“) begann der Senat, Stadtpolizisten zu ernennen.
1862 wurde eine Polizeireform durchgeführt. Der Rang eines Stadtpolizisten wurde abgeschafft; Stadträte in den Städten, die der Kreispolizei unterstellt waren, wurden an Zemstvo-Gerichte angeschlossen, in Kreispolizeiabteilungen umbenannt, und in den Städten, die ihre eigene Polizei von der Kreispolizei behielten, wurden sie in Stadtpolizeidienststellen umbenannt.
Zum ersten Mal in der russischen Polizei wurden in St. Petersburg Spezialeinheiten zur Aufklärung von Verbrechen und zur Durchführung von Ermittlungen eingerichtet, in denen 1866 eine Detektivpolizei im Büro des Polizeichefs eingerichtet wurde. Im Laufe der Zeit wurden ähnliche Einheiten in der Polizeiabteilung von Moskau und anderen Städten geschaffen. Es gab also einen strafrechtlichen Ermittlungsdienst. Bis 1907 waren solche Einheiten in Moskau, Kiew, Riga, Odessa, Tiflis, Baku, Rostow am Don, Nischni Nowgorod und einigen anderen großen Städten vorhanden.
Am 25. Julijul. / 6. August 1880greg. wurde die dritte Abteilung der Kanzlei Ihrer kaiserlichen Majestät abgeschafft und die Polizeiabteilung gebildet.
Im Jahr 1903 wurde eine Landpolizei auf dem Land eingeführt, zunächst in 46 Provinzen. Bis 1916 breitete sie sich auf 50 Provinzen aus.
Am 9. August 1910 erteilte der Innenminister Pjotr Stolypin den Beamten der Detektivabteilung eine Anweisung, in der ihre Aufgaben und ihre Struktur festgelegt wurden. Jede Detektivabteilung bestand aus vier strukturellen Unterteilungstabellen:
- Persönliche Inhaftierung.
- Kriminalpolizei.
- Beobachtung.
- Helpdesk.

Im Auftrag von Pjotr Stolypin wurden in der Polizeibehörde spezielle Kurse eingerichtet, um die Leiter der Detektivabteilungen auszubilden. Auf dem Internationalen Kriminologenkongress 1913 in der Schweiz wurde die russische Detektivpolizei als die beste der Welt in Bezug auf die Aufdeckung von Straftaten anerkannt.

### Miliz der Sowjetunion

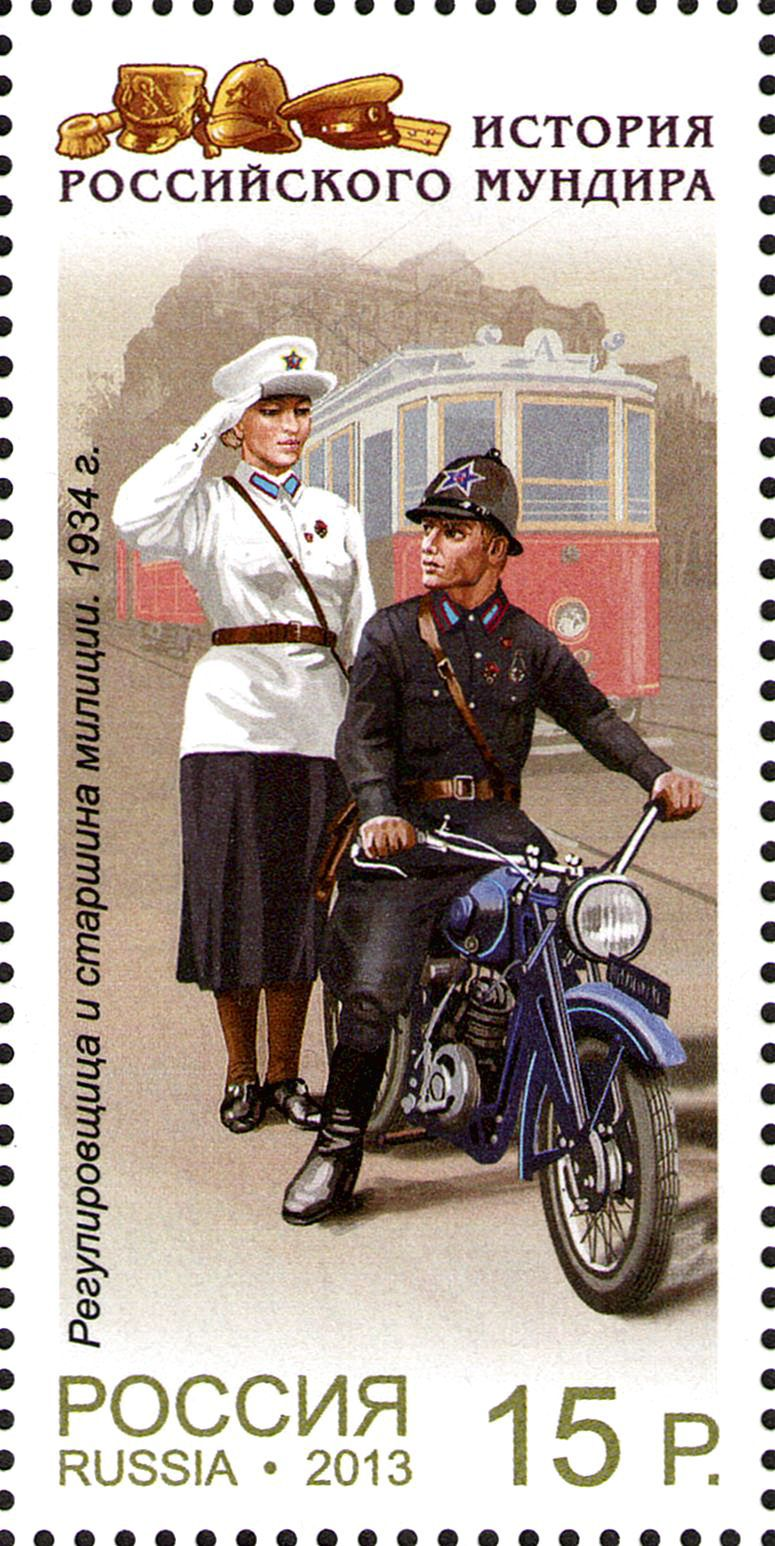
Verkehrsleiter und Vorarbeiter der Miliz, 1934
(Briefmarke, Russland 2013)

Nach der Februarrevolution wurde durch Erlass der Provisorischen Regierung vom 10. März 1917 die Polizeibehörde abgeschafft.
Eine von Lenins Aprilthesen zum Bericht „Über die Aufgaben des Proletariats in dieser Revolution“ vom 4. April stellte die Aufgabe, „Polizei, Armee und Bürokratie zu beseitigen“.
Mit den am 17. April 1917 erlassenen Entscheidungen der Provisorischen Regierung „Über die Einrichtung der Miliz“ und „Vorübergehende Vorschriften über die Miliz“ wurde die „Volksmiliz“ gegründet. Die Volksmiliz wird zur lokalen Exekutive der Regierung erklärt, „bestehend aus dem direkten Verhalten der öffentlichen Verwaltungen von Zemstvo und der Stadt“.
Gleichzeitig mit der staatlichen „Volksmiliz“ organisierten die Räte der Arbeiterabgeordneten Abteilungen der „Arbeitermiliz“ und andere bewaffneter Gruppen, die von verschiedenen politischen Kräften beeinflusst wurden und manchmal sogar außerhalb von ihnen. Gleichzeitig war die Arbeitermiliz nicht den Kommissaren der Stadtmiliz unterstellt.
Die Arbeitermiliz bestand aus freiwilligen Amateuren der Massenorganisationen und konnte daher das grassierende Verbrechen nicht aufhalten.
Am 10. Mai 1918 nahm der Vorstand des NKWD den Befehl an: „Die Miliz besteht als ständiges Personal von Personen, die besondere Aufgaben wahrnehmen, die Organisation der Miliz muss unabhängig von der Roten Armee erfolgen, ihre Funktionen müssen streng abgegrenzt sein.“

### Polizei in der Russischen Föderation

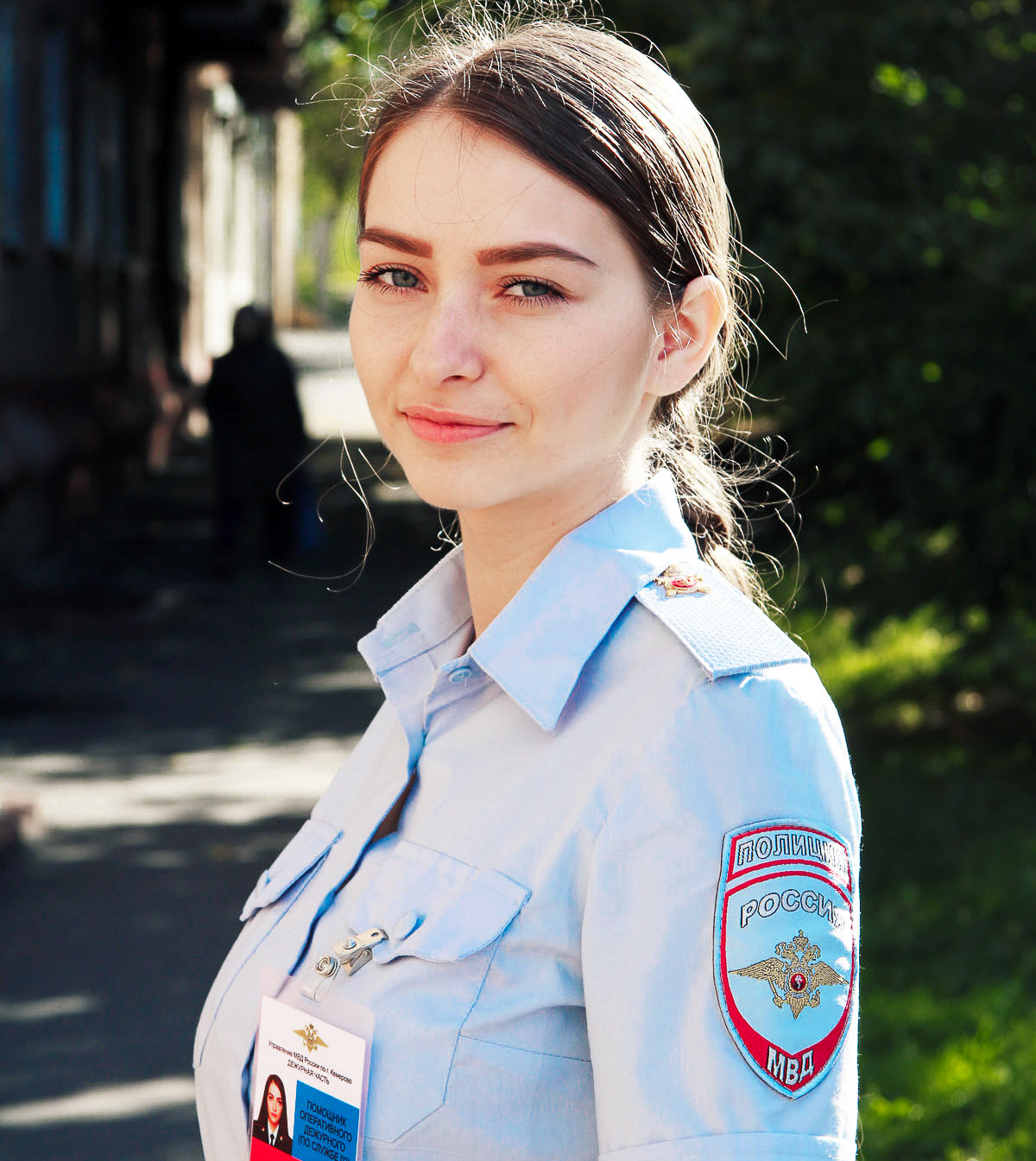
Sommeruniform der russischen Polizistin

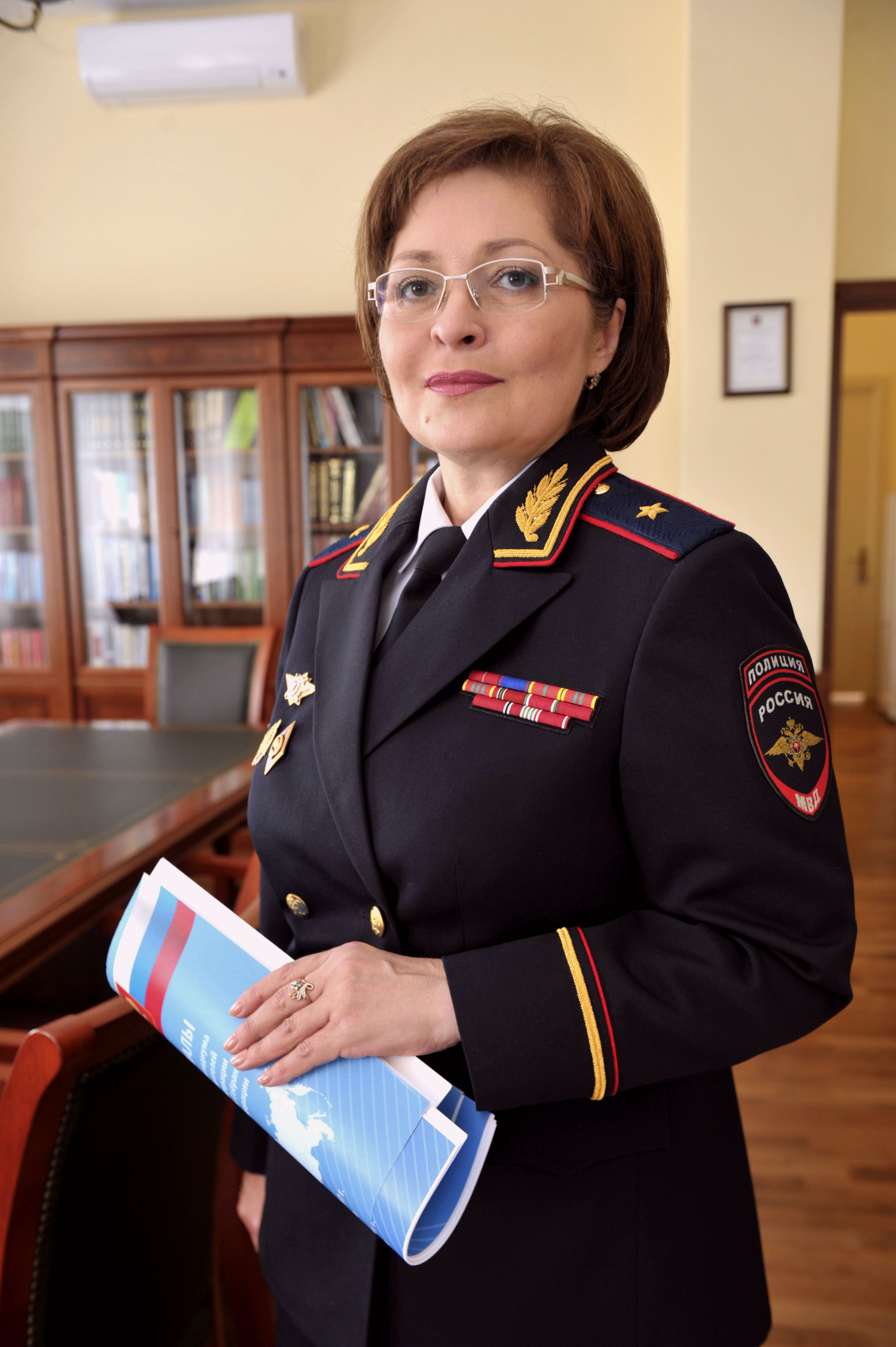
Chef der Hauptmigrationsabteilung, Generalmajor der Polizei Olga Kirillowa

Die vom ehemaligen Präsidenten Dmitri Medwedew initiierte russische Polizeireform (Закон РФ „О полиции“, deutsch „Polizeigesetz“) ist ein kontinuierliches Bestreben, die Effizienz der russischen Polizeikräfte zu verbessern, die Korruption zu verringern und das öffentliche Image der Strafverfolgung zu verbessern. Am 7. Februar 2011 wurden Änderungen an den Polizeigesetzen, dem Strafgesetzbuch und der Strafprozessordnung vorgenommen. Die Änderungen traten am 1. März 2011 in Kraft. Diese Änderungen umfassen unter anderem einen Personalabbau von 20 %, die Umbenennung von „Miliz“ zu „Polizei“, erhebliche Lohnerhöhungen, sowie die Zentralisierung der Finanzierung. Der Bundeshaushalt sieht rund 217 Milliarden Rubel (2,49 Milliarden Euro) für die Finanzierung der Reform vor.

#### Hauptänderungen und Ziele der Reform
- Namensänderung. Im Rahmen der Reform wurde der Name der russischen Strafverfolgungsbehörden am 1. März 2011 von der sowjetischen „Miliz“ in die universellere „Polizei“ geändert.[3][4]
- Personalabbau und Gehaltserhöhung. Die Zahl der Polizeibeamten wurde um 20 % von 1,28 Mio. auf 1,1 Mio. bis 2012 gesenkt. Die Reduzierung wurde durch eine umfassende Bewertung aller Beamten erreicht. Alle Bewertungen erfolgten im oder vor Juni 2011, und diejenigen, die die Bewertung nicht bestanden hatten, haben ihren Arbeitsplatz verloren, darunter alle Beamten, die zuvor verwaltungsrechtliche Sanktionen erhalten hatten oder Verbindungen zur kriminellen Unterwelt hatten. Für die Polizeibeamten, die die Verkleinerung überstanden, wurden die Gehälter um 30 % erhöht.
- Zentralisierung. Infolge der Reform wurde die russische Polizei zu einer Einrichtung auf Bundesebene gemacht, deren Mittel vollständig aus dem Bundeshaushalt stammen. Nach dem alten System waren Polizeieinheiten, die für die öffentliche Ordnung und geringfügige Verbrechen verantwortlich waren, der Zuständigkeit der Regional- und Stadtbehörden unterstellt, die aus dem Regionalhaushalt finanziert wurden, und waren den Regionalgouverneuren mehr verantwortlich als der Zentralregierung.[4]
- Änderungen der Rechte von Polizei und Inhaftierten. Nach dem neuen Gesetz erhalten Inhaftierte das Recht, innerhalb von 3 Stunden nach der Inhaftierung einen Anruf zu tätigen. Sie erhalten ab dem Zeitpunkt ihrer Inhaftierung auch das Recht, einen Anwalt und einen Dolmetscher zu haben, und die Polizei muss die Inhaftierten über ihre Rechte und Pflichten informieren. Die Polizei hat nicht mehr das Recht, die finanziellen und geschäftlichen Aktivitäten eines Unternehmens zu überprüfen und zu verlangen. Die Polizei darf einen Bürger auch nicht länger eine Stunde lang festhalten, um seine Identität zu überprüfen.[5]

So wurde am 7. August 2010 ein neues „Polizeigesetz“ vorgeschlagen (derselbe Gesetzentwurf mit den geänderten Namen „Miliz“ in „Polizei“).
Es wurde ursprünglich erwartet, dass das neue Gesetz im Januar 2011 in Kraft treten würde, aber die russische „Polizei“ wurde am 1. März 2011 offiziell wieder eingesetzt.
Das neue Gesetz ist eine Fortsetzung der entgegengesetzten Politik der Reform von 2002, d. h. einer noch stärkeren Zentralisierung. Institutionen der öffentlichen Sicherheit Militsiya und der kriminellen Militsiya werden abgeschafft. Im Gegensatz zu der Miliz, die teilweise der Autorität des Föderationssubjekts untergeordnet ist, ist die Polizei nicht mit dem Föderationssubjekt verbunden (laut Gesetzentwurf).
Rund 5 Millionen Menschen nahmen an der Online-Diskussion über das für Russland einzigartige „Polizeigesetz“ teil. Infolgedessen hat der Gesetzesentwurf im Vergleich zur ursprünglichen Form wesentliche Änderungen in Bezug auf die Befugnisse der neuen Struktur erfahren. Insbesondere die Bestimmungen, dass Polizeibeamte die Räumlichkeiten von Bürgern, zu ihnen gehörenden Grundstücken, in Gebieten, Grundstücken und Räumlichkeiten, die von öffentlichen Vereinigungen und Organisationen bewohnt werden, frei betreten dürfen, sowie die „Vermutung der Legalität“ der Polizei, verursachte die meiste Kritik („Die Forderungen der Polizeibeamten an Bürger und Beamte und die von ihm ergriffenen Maßnahmen gelten als legal, bis sie in der gesetzlich vorgeschriebenen Weise anders festgelegt sind“), obwohl dieser Wortlaut laut Oppositionspolitikern nur verschleiert war und nicht ausgeschlossen.
Trotz Kritik von bestimmten Gesellschaftsschichten und einer Reihe von Oppositionsparteien wurde der Gesetzesentwurf am 10. Dezember 2010 in erster Lesung verabschiedet. Die Staatsduma hat am Freitag, dem 28. Januar 2011, das „Polizeigesetz“ verabschiedet. Nur 315 Abgeordnete stimmten für die Verabschiedung des Gesetzes, 130 waren dagegen, es gab keine Stimmenthaltungen. Am 1. März 2011 trat das Polizeigesetz in Kraft und am 1. Januar 2012 wurden alle Milizsymbole ungültig.
Im gegenwärtigen Russland ist die Polizei Teil des Innenministeriums. Die Aufgaben dieser Struktur sind in der Verfassung der Russischen Föderation, dem Bundesgesetz „Über die Polizei“, der Bestimmung „Über den Dienst in Organen für innere Angelegenheiten“, anderen Bundesgesetzen und internationalen Verträgen geregelt.
Die russische Polizei ist Mitglied von Interpol und die Organisation unterhält ein „National Central Bureau“ (NCB) in Moskau und 80 Außenstellen zum Informationstausch zwischen russischen Behörden und der internationalen Polizeiebene.
Zur Polizei gehören auch die Einheiten der OMON (russisch Отряд мобильный особого назначения Otrjad mobilny ossobowo nasnatschenija, deutsch ‚Mobile Einheit besonderer Bestimmung‘). Im Unterschied zu normalen Polizeieinheiten war sie direkt dem Innenministerium unterstellt und wurde bereits am 3. Oktober 1988 als Sondereinheit der Miliz gegründet. Seit dem 5. April 2016 ist OMON Teil der Nationalgarde Russlands.

## Insignien
Russische Polizeibeamte tragen Uniformen gemäß der Anordnung des Innenministeriums der Russischen Föderation vom 26. Juli 2013 N 575 „Nach Genehmigung der Regeln für das Tragen von Uniformen, Abzeichen und Abteilungsabzeichen durch Mitarbeiter der Organe für innere Angelegenheiten der Russischen Föderation“.
Das Abzeichen der besonderen Unterscheidung der Offiziere der Einsatzregimenter der russischen Polizei ist eine schwarze Baskenmütze.
Für Mitarbeiter der Touristenpolizei ein Ärmelschild mit der Aufschrift „ТУРИСТИЧЕСКАЯ ПОЛИЦИЯ TOURIST POLICE“ und der Flagge Russlands.
Polizeibeamte, die zum Tragen einer kastanienbraunen Baskenmütze qualifiziert sind, können eine kastanienbraune Baskenmütze tragen.

Ärmelabzeichen Angehöriger des Innenministeriums Russlands
Ärmelabzeichen der Streifenpolizei
Ärmelabzeichen der Verkehrspolizei
Ärmelabzeichen der Transportpolizei

### Polizeirang
Die russische Polizei benutzt nicht den Rang eines Unteroffiziers.
Offiziere
| Gleichwertiger NATO-Code | OF-10           | OF-9                            | OF-8                  | OF-7                                                     | OF-6                                                         | OF-5           | OF-4                | OF-3       | OF-2            | OF-1               | OF-1          | OF-1                | OF (D)       |
| BBesG                    |                 | B 9                             |                       | B 8                                                      | B 7                                                          | A 16           | A 15                | A 13       | A 11            | A 10               | A 9           |                     |              |
| ------------------------ | --------------- | ------------------------------- | --------------------- | -------------------------------------------------------- | ------------------------------------------------------------ | -------------- | ------------------- | ---------- | --------------- | ------------------ | ------------- | ------------------- | ------------ |
| Schulterriemen           | Kein Äquivalent |                                 |                       |                                                          |                                                              |                |                     |            |                 |                    |               |                     |              |
| Rang                     |                 | General der Polizei (Präsident) | Generaloberst (IBPdL) | Generalleutnant (Präsident einer Bundespolizeidirektion) | Generalmajor (Vizepräsident in einer Bundespolizeidirektion) | Oberst (LtdPD) | Oberstleutnant (PD) | Major (PR) | Hauptmann (PHK) | Oberleutnant (POK) | Leutnant (PK) | Unterleutnant (PKA) | Kadett (PRA) |

Arruolato
| Gleichwertiger NATO-Code | OR-9                             | OR-9            | OR-8             | OR-7                 | OR-6          | OR-5           | OR-4            | OR-3            | OR-2           | OR-1            |
| BBesG                    | A 9 mit Amtszulage               |                 | A 9              | A 8                  | A 7           |                |                 |                 | A 5            |                 |
| ------------------------ | -------------------------------- | --------------- | ---------------- | -------------------- | ------------- | -------------- | --------------- | --------------- | -------------- | --------------- |
| Schulterriemen           |                                  |                 |                  |                      |               |                | Kein Äquivalent | Kein Äquivalent |                | Kein Äquivalent |
| Rang                     | Starschi praporschtschik (PHMmZ) | Praporschtschik | Starschina (PHM) | Sergeant Major (POM) | Sergeant (PM) | Lance Sergeant |                 |                 | Polizist (PMA) |                 |